# شورش‌های ضدیهودی ۱۹۴۷ حلب

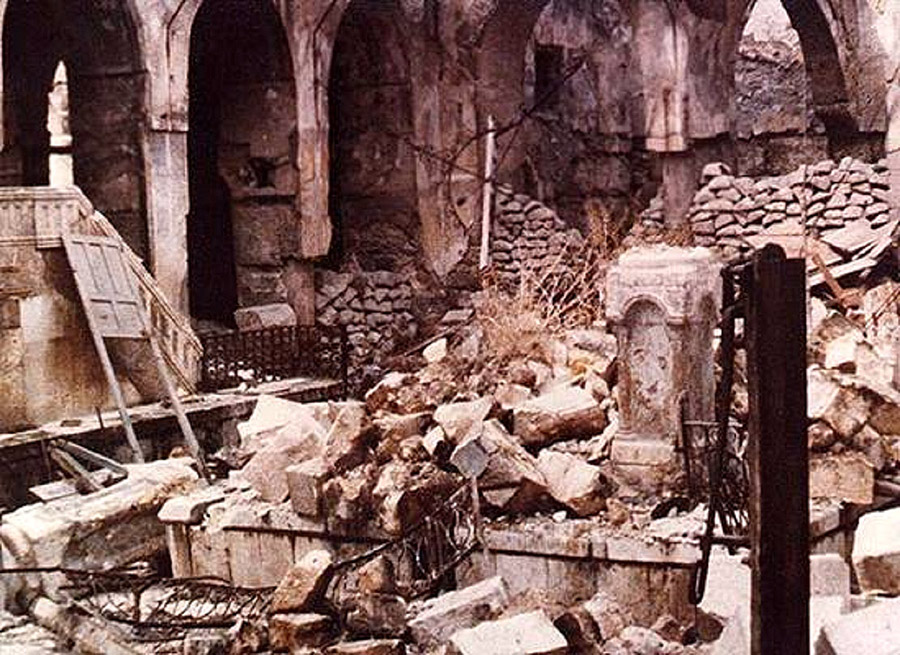
شورش‌های ضدیهودی ۱۹۴۷ حلب

شورش‌های ضدیهودی ۱۹۴۷ حلب به مجموعه حملات یهودستیزانه در شهر حلب در دسامبر ۱۹۴۷ و پس از رای سازمان ملل به نفع تقسیم فلسطین اشاره دارد. این حملات بخشی از موج یهودی‌ستیزی در شمال آفریقا و خاورمیانه بود که به کشته شدن ۷۵ یهودی و مجروحیت صدها تن منجر شد. پس از این حملات، نیمی از جمعیت یهودیان حلب به کل از این شهر رفتند.